# Alina Ilnazovna Zagitova
Alina Ilnazovna Zagitova, oroszul: Алина Ильназовна Загитова, tatárul: Алинә Илназ кызы Заһитова (Izsevszk, 2002. május 18. –) olimpiai és világbajnok tatár származású orosz műkorcsolyázó.

## Pályafutása
Ötéves korában kezdett műkorcsolyázni. Jelenlegi edzői Eteri Tutberidze és Szergej Dudakov. 2016 augusztusában vett részt először nemzetközi junior versenyen. A 2018-as téli olimpián egyéniben arany-, csapatversenyben ezüstérmes lett. Ezzel az eredménnyel az amerikai Tara Lipinski mögött a második legfiatalabb olimpiai bajnok lett. A 2019-es szaitamai világbajnokságon aranyérmet nyert. 2018 óta két Európa-bajnokságon vett részt és egy-egy arany-, és ezüstérmet szerzett.

## Sikerei, díjai
- Olimpiai játékok
  - aranyérmes: 2018, Phjongcshang (egyéni)
  - ezüstérmes: 2018, Phjongcshang (csapat)
- Világbajnokság – egyéni
  - aranyérmes: 2019, Szaitama
- Európa-bajnokság – egyéni
  - aranyérmes: 2018, Moszkva
  - ezüstérmes: 2019, Minszk